# Gaya
Gaya là một thành phố và là nơi đặt hội đồng thành phố (municipal corporation) của quận Gaya thuộc bang Bihar, Ấn Độ.

## Nhân khẩu
Theo điều tra dân số năm 2001 của Ấn Độ, Gaya có dân số 383.197 người. Phái nam chiếm 53% tổng số dân và phái nữ chiếm 47%. Gaya có tỷ lệ 68% biết đọc biết viết, cao hơn tỷ lệ trung bình toàn quốc là 59,5%: tỷ lệ cho phái nam là 74%, và tỷ lệ cho phái nữ là 60%. Tại Gaya, 14% dân số nhỏ hơn 6 tuổi.